# Río Selmo
Río Selmo är ett vattendrag i Spanien. Det ligger i den nordvästra delen av landet, 300 km nordväst om huvudstaden Madrid.